# Abdallahi Mahmoud
Abdallahi Mahmoud (Dar-Naim, 4 de mayo de 2000) es un futbolista mauritano que juega en la demarcación de defensa para el F. C. Nouadhibou de la Ligue 1 Mauritania.

## Trayectoria
En la temporada 2019-20 hizo su debut con el primer equipo del Deportivo Alavés y jugó cinco partidos antes de ser cedido al N. K. Istra 1961 en agosto de 2021. Regresó a Vitoria, participó en otros cuatro encuentros y en enero de 2023 volvió a ser prestado al conjunto croata. En septiembre de ese mismo año acumuló otra cesión en el A. C. Bellinzona suizo. Se marchó definitivamente del conjunto vitoriano en septiembre de 2024 al ser traspasado al Al-Arabi S. C. Al inicio del año siguiente regresó al F. C. Nouadhibou, club en el que se formó.

## Selección nacional
Tras jugar en la selección de fútbol sub-20 de Mauritania, finalmente hizo su debut con la selección absoluta el 8 de septiembre de 2018 en un encuentro de Clasificación para la Copa Africana de Naciones de 2019 contra Burkina Faso que finalizó con un resultado de 2-0 a favor del combinado mauritano tras los goles de Khassa Camara y Ismaël Diakité.

## Clubes
| Club                      | País       | Año       | Partidos | Goles |
| ------------------------- | ---------- | --------- | -------- | ----- |
| F. C. Nouadhibou          | Mauritania | 2017-2018 |          |       |
| Deportivo Alavés "B"      | España     | 2018-2021 | 41       | 2     |
| Deportivo Alavés          | España     | 2020-2021 | 5        | 0     |
| N. K. Istra 1961 (cedido) | Croacia    | 2021-2022 | 27       | 4     |
| Deportivo Alavés "B"      | España     | 2022      | 1        | 0     |
| Deportivo Alavés          | España     | 2022-2023 | 4        | 0     |
| N. K. Istra 1961 (cedido) | Croacia    | 2023      | 18       | 1     |
| A. C. Bellinzona (cedido) | Suiza      | 2023-2024 | 22       | 1     |
| Al-Arabi S. C.            | Kuwait     | 2024-2025 | 3        | 0     |
| F. C. Nouadhibou          | Mauritania | 2025-     |          |       |